# Contai
Contai, auch Kanthi, (bengalisch কাঁথি Kā̃thi) ist eine Stadt im indischen Bundesstaat Westbengalen.
Die Stadt gehört zum Distrikt Purba Medinipur. Contai hat den Status einer Municipality. Die Stadt ist in 20 Wards (Wahlkreise) gegliedert.

## Demografie
Die Einwohnerzahl der Stadt liegt laut der Volkszählung von 2011 bei 92.226. Contai hat ein Geschlechterverhältnis von 881 Frauen pro 1000 Männer und damit einen für Indien häufigen Männerüberschuss. Die Alphabetisierungsrate lag bei 93,7 % im Jahr 2011. Knapp 80 % der Bevölkerung sind Hindus, ca. 20 % sind Muslime und weniger als 1 % gehören einer anderen oder keiner Religion an. 9,2 % der Bevölkerung sind Kinder unter 6 Jahren.

## Infrastruktur
Die Stadt ist durch einen Bahnhof mit dem Rest des Landes verbunden.